# Seznam prezidentů Bulharska
Seznam prezidentů Bulharska uvádí prezidenty Bulharské republiky od vzniku této funkce v roce 1990.
| Pořadí | Jméno            | Portrét          | Subjekt | Subjekt                 | Začátek a konec v úřadu | Začátek a konec v úřadu | Dny v úřadu |
| ------ | ---------------- | ---------------- | ------- | ----------------------- | ----------------------- | ----------------------- | ----------- |
| 1.     | Želju Želev      | Želju Želev      |         | Svaz demokratických sil | 1. srpna 1990           | 22. ledna 1997          | 2366        |
| 2.     | Petar Stojanov   | Petar Stojanov   |         | Svaz demokratických sil | 22. ledna 1997          | 22. ledna 2002          | 1826        |
| 3.     | Georgi Parvanov  | Georgi Parvanov  |         | Socialistická strana    | 22. ledna 2002          | 22. ledna 2012          | 3652        |
| 4.     | Rosen Plevneliev | Rosen Plevneliev |         | GERB                    | 22. ledna 2012          | 22. ledna 2017          | 1827        |
| 5.     | Rumen Radev      | Rumen Radev      |         | nezávislý               | 22. ledna 2017          | úřadující               | dosud 2960  |